# Big Life
Albums de Night Ranger
Seven Wishes
(1985) Man in Motion
(1988)
Singles
Big Life est le quatrième album publié par Night Ranger sur le label MCA le 23 mars 1987. Produit par Kevin Elson, cet album a atteint la vingt-huitième position du Billboard 200 le 2 mai 1987 et a été certifié disque d'or par la RIAA le 14 octobre 1987; et reste à ce jour le dernier album du groupe ayant obtenu une certification officielle. Ce relatif échec commercial s'explique en partie par l'absence de hit-singles, le titre The Secret of my Success (extrait de la bande originale du film Le Secret de mon succès) s'étant classé à la soixante-quatrième position du Billboard Hot 100 le 18 avril 1987, suivi par Hearts Away,  classé à la quatre-vingt dixième position du Billboard Hot 100 le 11 juillet 1987.

## Titres
- Big Life (Blades/Gillis) 5:16
- Color Of Your Smile (Blades) 4:13
- Love Is Standing Near (Fitzgerald/Blades/Keagy) 4:24
- Rain Comes Crashing Down (Blades) 5:56
- The Secret of My Success (Blades/Foster/Keane/Landau) 4:26
- Carry On (Blades/Keagy) 4:19
- Better Let It Go (Keagy/Blades) 4:40
- I Know Tonight (Blades) 4:03
- Hearts Away (Blades) 4:58

## Musiciens
- Jack Blades : basse, chant
- Jeff Watson : guitare
- Brad Gillis : guitare
- Alan Fitzgerald : claviers
- Kelly Keagy : batterie, chant